# Constitution Party of Montana
De Constitution Party of Montana (Nederlands: Constitutionele Partij van Montana) is een middelgrote politieke partij in de Amerikaanse staat Montana.
De Constitution Party of Montana werd in 1995 opgericht als American Heritage Party of Montana en gelieerd aan de federale ultraconservatieve American Heritage Party (AHP). In 2000 scheidde de partij zich van de moederpartij af en sloot zich aan bij de Constitution Party en nam toen haar huidige naam aan. In juli 2006 verbrak de Constitution Party of Montana haar banden met de moederpartij en besloot als zelfstandige partij verder te gaan. Reden voor de breuk met de was het in de ogen van de Constitution Party of Montana onduidelijke pro-lifeprofiel van de moederpartij. De partij omschrijft de breuk als tijdelijk en zal ongedaan worden gemaakt wanneer de Constitution Party weer een duidelijk pro-choicekoers zou gaan voeren.
De Constitution Party is een van de vier bij de kiesraad van Montana ingeschreven partijen, naast de Democratische Partij, de Republikeinse Partij en de Militia of Montana.
In 2006 werd Rick Jore voor de Constitution Party of Montana in het Huis van Afgevaardigden van Montana gekozen. Hiermee was hij de eerste gekozen kandidaat van die partij op staatsniveau.

## Verwijzingen
1. ↑  Gearchiveerde kopie. Gearchiveerd op 5 maart 2016. Geraadpleegd op 15 januari 2010.
2. ↑  De Constitution Party vindt dat abortus provocatus mogelijk kan zijn in geval van verkrachting of incest. De Constitution Party of Montana is tegen iedere vorm van abortus, hooguit wanneer het leven van de moeder in gevaar is